# Henri Selmer Paris
La Henri Selmer è un'azienda francese, produttrice di strumenti musicali a fiato, in particolare sassofoni, ma anche clarinetti ed ottoni. Nel 1931 iniziò la produzione di chitarre su progetto di Mario Maccaferri, produzione che andò avanti fino al 1952.
Dal 1919 ha sede in Mantes-la-Ville (Yvelines), stesso comune dove ha sede anche la Buffet Crampon. L'azienda fu fondata nel 1885 da Henri Selmer.